# Tauchzeichen

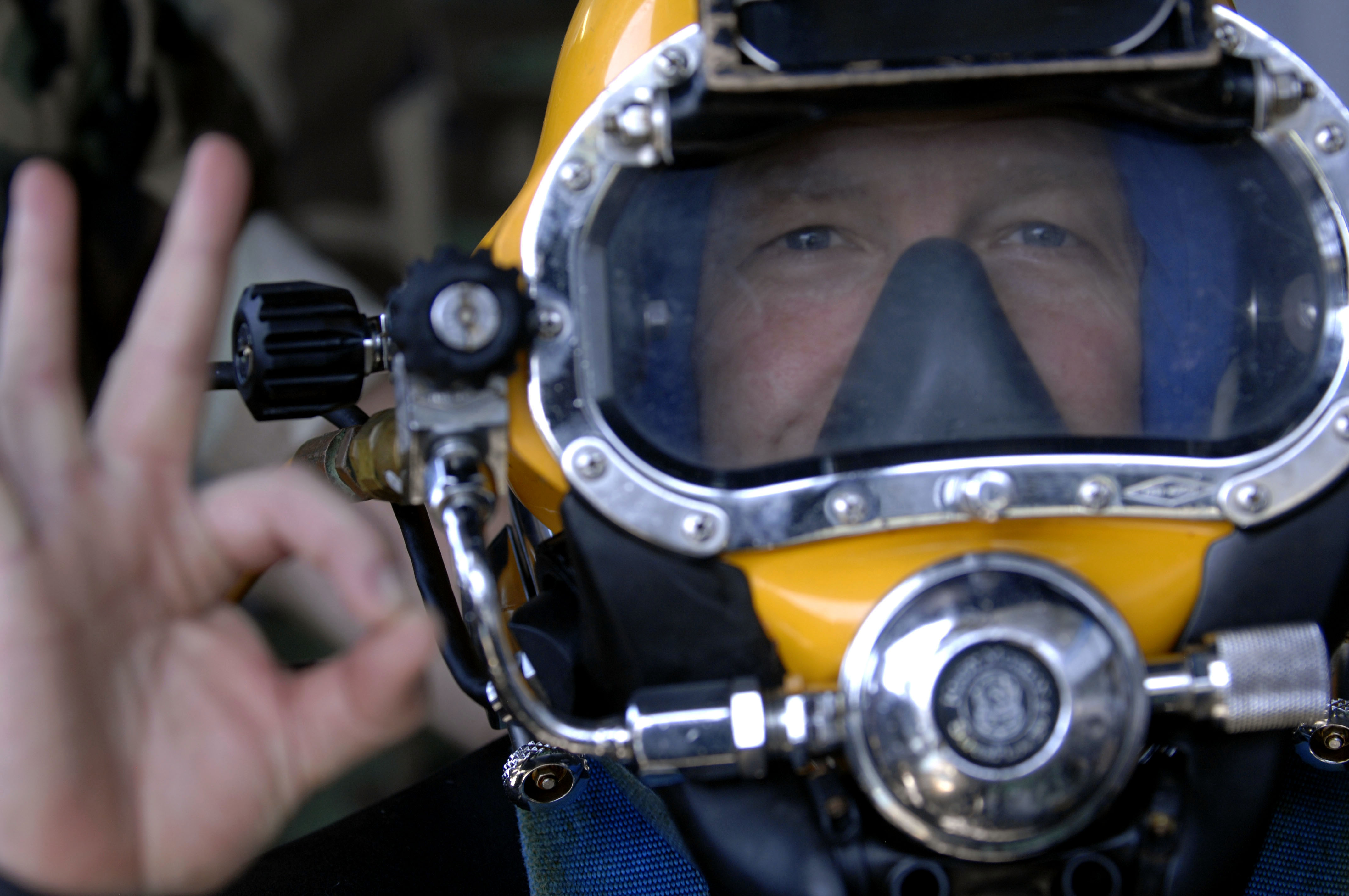
Tauchzeichen für „OK“ (Hier die Unterwasser-Variante an der Oberfläche gezeigt)

Tauchzeichen sind Gesten oder andere, meist nonverbale Zeichen zur Verständigung zwischen Tauchern unter Wasser. Die Kenntnis grundlegender Tauchzeichen gehört zu jeder Tauchausbildung, um beispielsweise seinen Tauchpartner auf Gefahren aufmerksam machen zu können. Bei Tauchzeichen kann es sich um Fragen, Antworten oder Anweisungen handeln. In der Regel erwartet der Partner auf sein Zeichen hin eine Reaktion oder Bestätigung. 31 Tauchzeichen sind international genormt. Es gibt aber insgesamt über 160 verschiedene Tauchzeichen, die fallweise auch variieren können, weshalb häufig im Briefing vor dem Tauchgang die zu benutzenden Handzeichen und ihre Bedeutung vereinbart werden.

## Handzeichen
Obwohl sich Schall im Wasser gut fortbewegen kann, ist eine Verständigung unter Wasser mit Hilfe der menschlichen Stimme ohne elektronische Kommunikationssysteme nur eingeschränkt möglich. Elektronische oder auf Ultraschall aufbauende Systeme brauchen jedoch aufwändige und teure Tauchausrüstung wie eine Vollmaske oder einen Tauchhelm. Die meisten Taucher, insbesondere Sporttaucher, verwenden keine derartige Ausrüstung und daher hängt ihre Kommunikation primär von der Anwendung von Tauchzeichen ab.
Um mit Tauchzeichen kommunizieren zu können, müssen sich die Tauchpartner meistens ansehen. Eine Ausnahme bildet das Tauchen in der Dunkelheit, bei welcher beide Tauchpartner über Lampenbewegungen kommunizieren können, während beide den Grund im Blick behalten. Die wichtigsten Tauchzeichen können mit einer Hand gegeben werden, sodass sie auch in der Dunkelheit gegeben werden können. Mit einer Hand wird die Tauchlampe geführt, um die zweite Hand zu beleuchten.
An der Wasseroberfläche ist Sprechen die naheliegende Möglichkeit zur Kommunikation. Jedoch muss zum Sprechen der Atemregler oder Schnorchel aus dem Mund genommen werden. Bei größeren Entfernungen, etwa bei einer Kommunikation zwischen der Tauchgruppe und Unterstützern auf einem Schiff, kann eine verbale Kommunikation durch Wind- oder Motorengeräusche erschwert werden. Die Unterwasser gebräuchlichen Tauchzeichen sind bereits bei mittlerer Entfernung schwer zu erkennen, insbesondere bei Wellengang. Abhilfe schaffen spezielle Oberflächensignale, die auch auf größere Entfernung eindeutig erkennbar sind.

### Normierte Tauchzeichen
Im Dezember 2005 standardisierte die WRSTC, in der viele bedeutende Tauchorganisationen zusammengeschlossen sind, 31 Handzeichen, die jeder Taucher nach Abschluss der Grundtauchausbildung beherrschen sollte. Diese 31 Tauchzeichen wurden später Teil der internationalen Norm ISO 24801-2 und somit auch von den meisten nicht der WRSTC angehörenden Tauchorganisationen in ihre Grundtauchausbildung übernommen:
- Ich bin knapp an Luft: Eine Faust mehrfach gegen die Brust schwenken. (ein Warnzeichen)
- Komm her!: Die nach oben gerichtete Hand mit spitz zusammengelegten Fingern mehrmals zur Brust hin schwenken.
- Drunter, drüber oder rundherum: Die flache Hand, Daumen unter der Handfläche, von sich weg bewegen, um die beabsichtigte Tauchrichtung anzuzeigen.

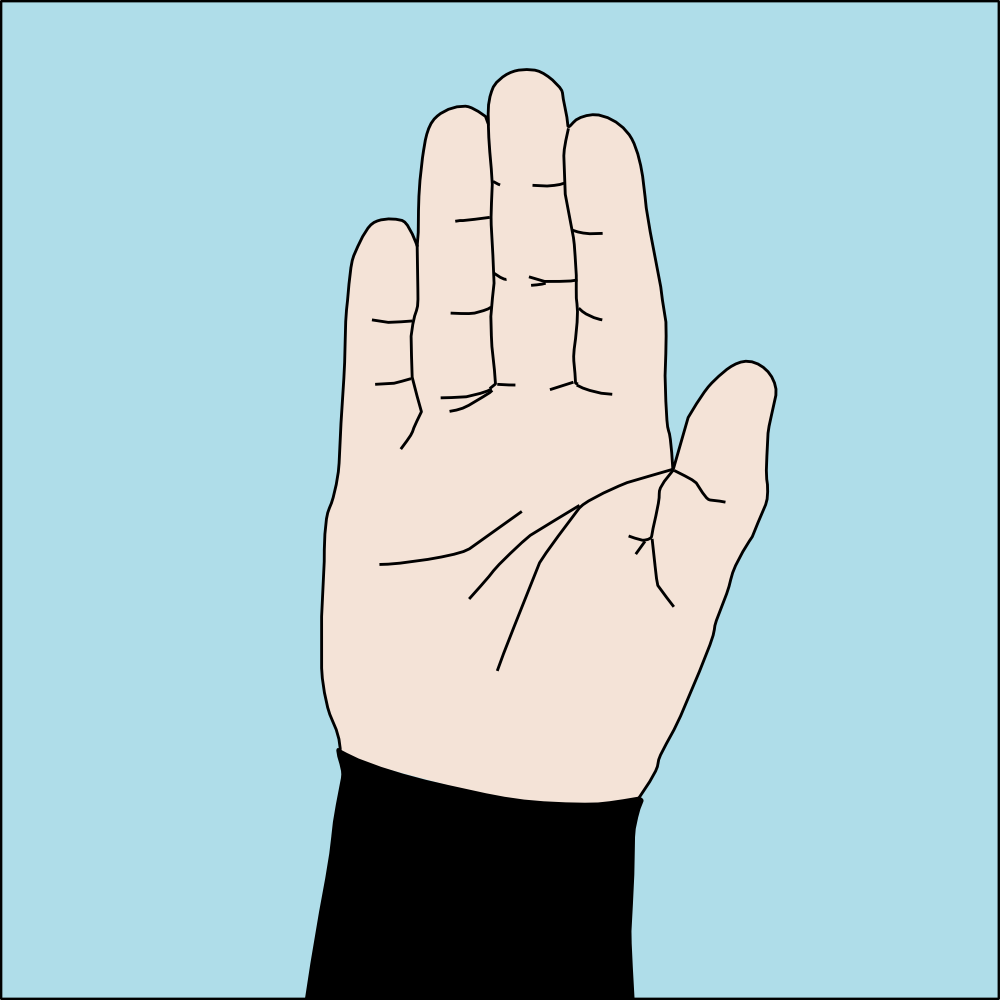
Stopp!
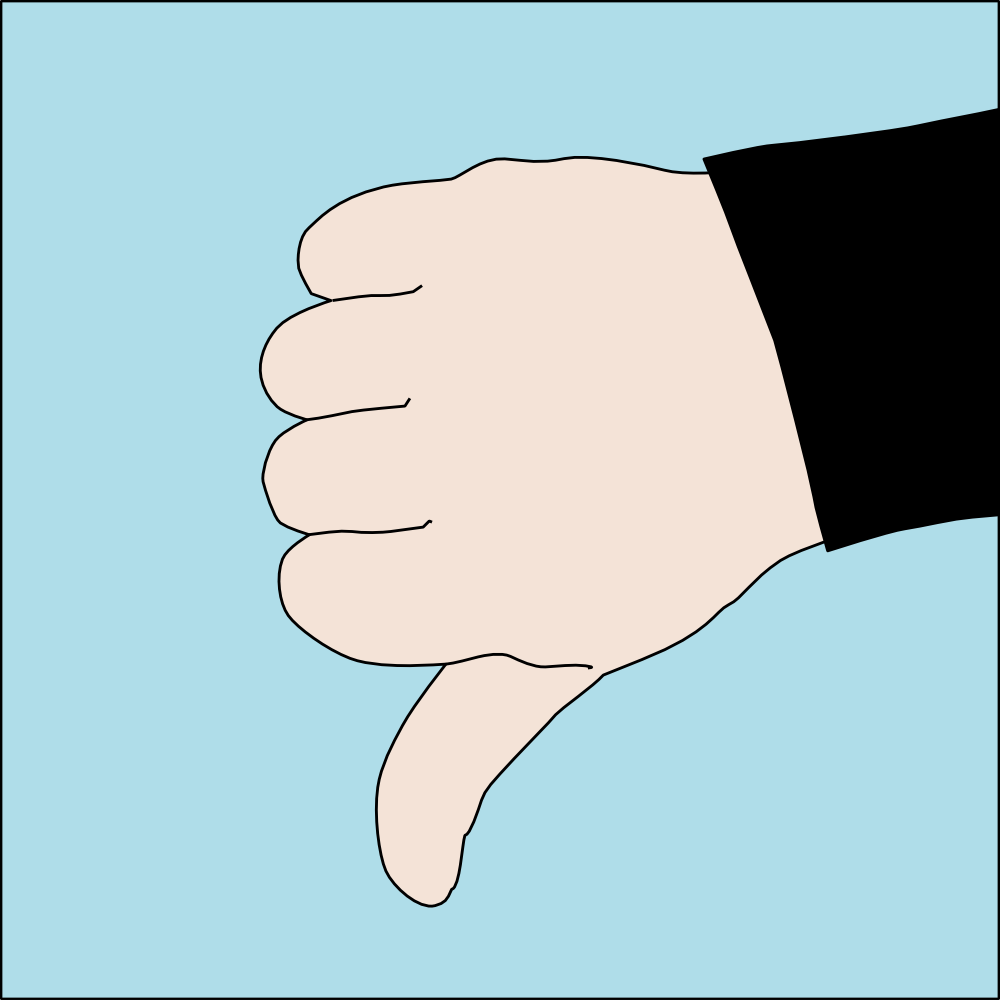
Gehe nach unten! oder Ich gehe nach unten.
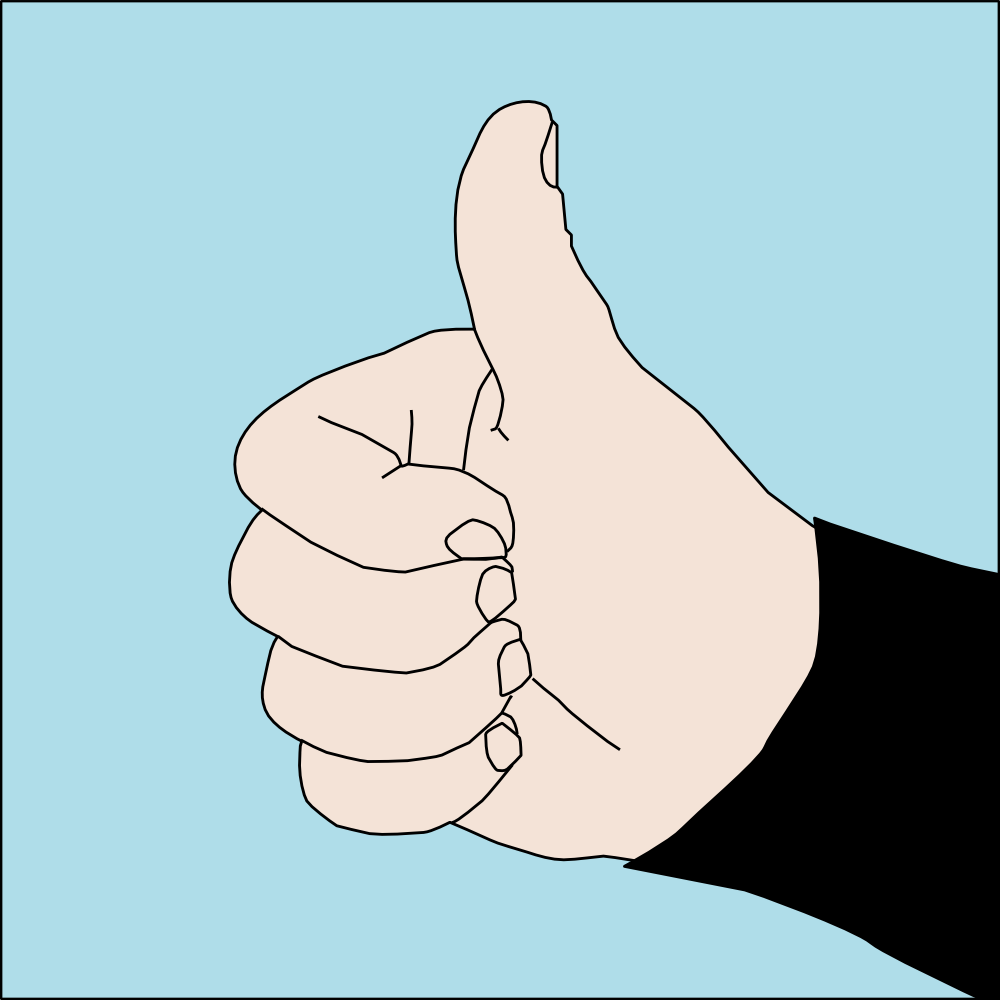
Gehe nach oben! oder Ich gehe nach oben.
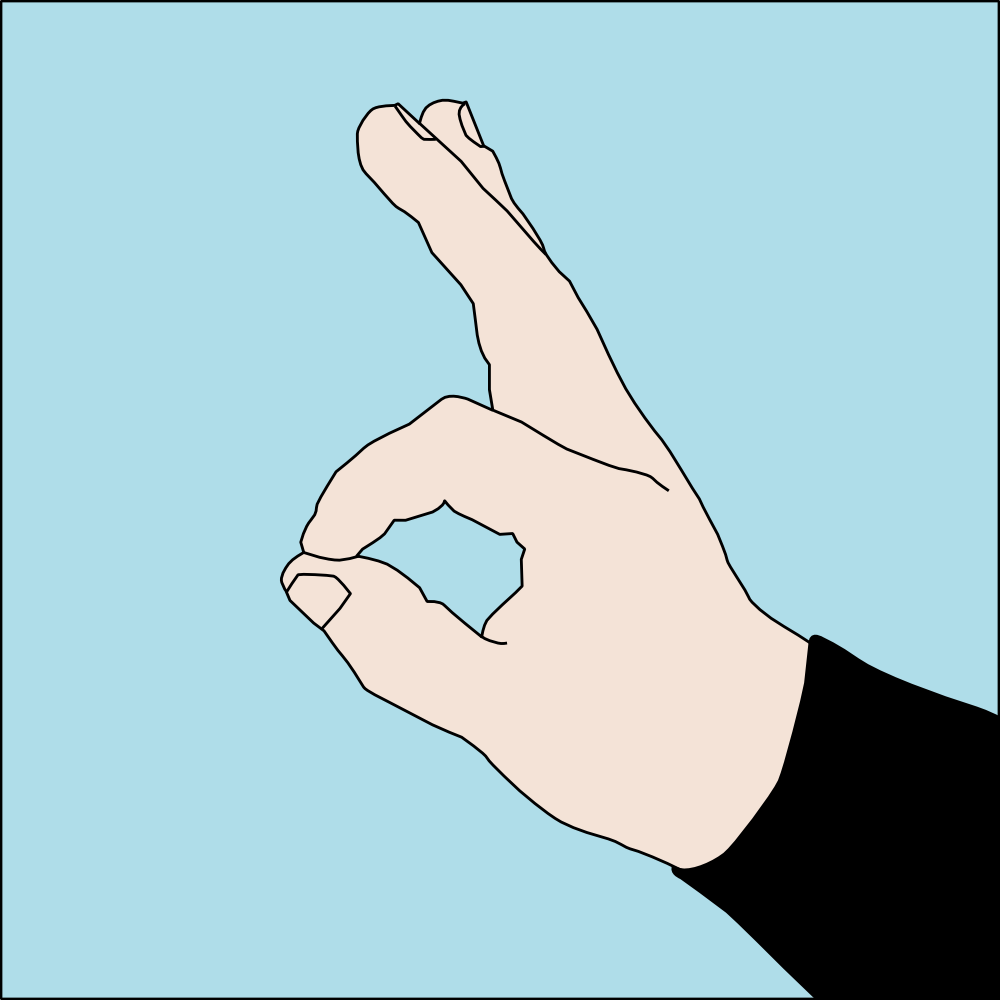
Bist du OK? oder  Ich bin OK!
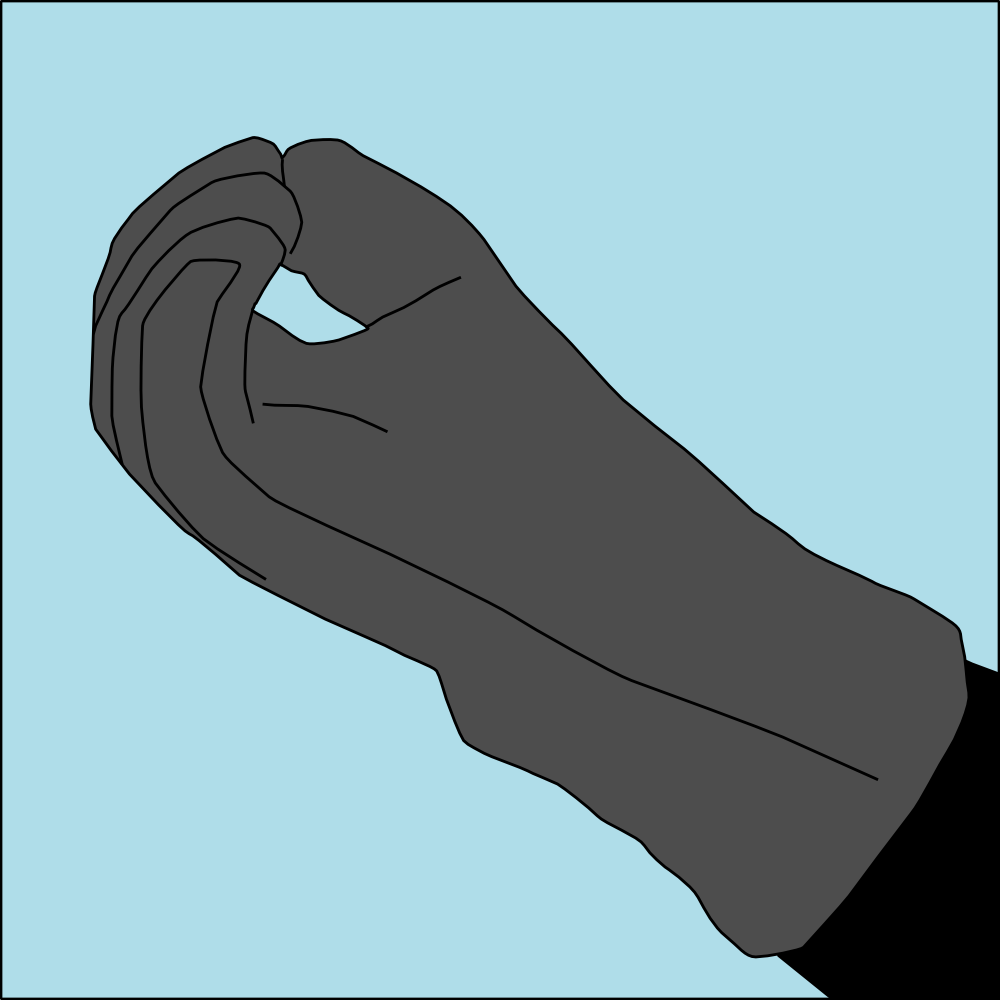
OK-Signal mit dicken Handschuhen.
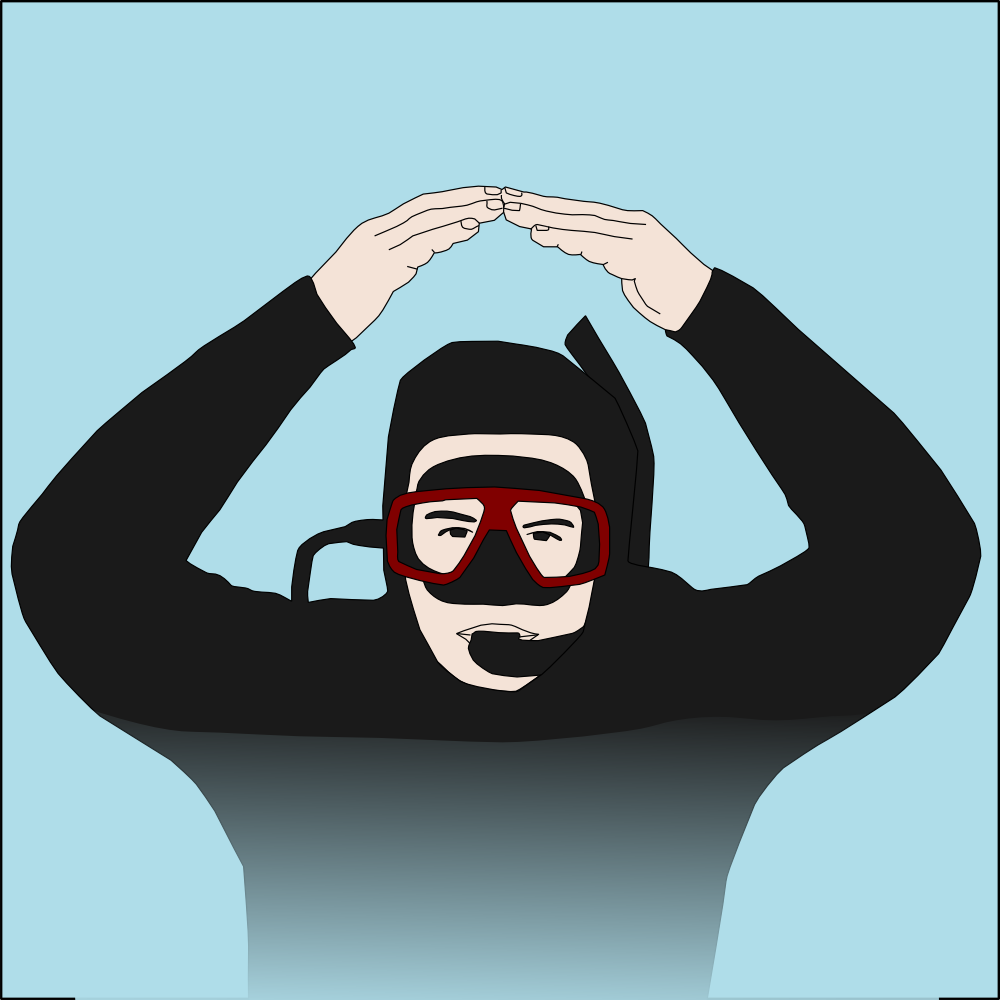
Ich bin OK! an der Oberfläche, aus großer Distanz sichtbar.
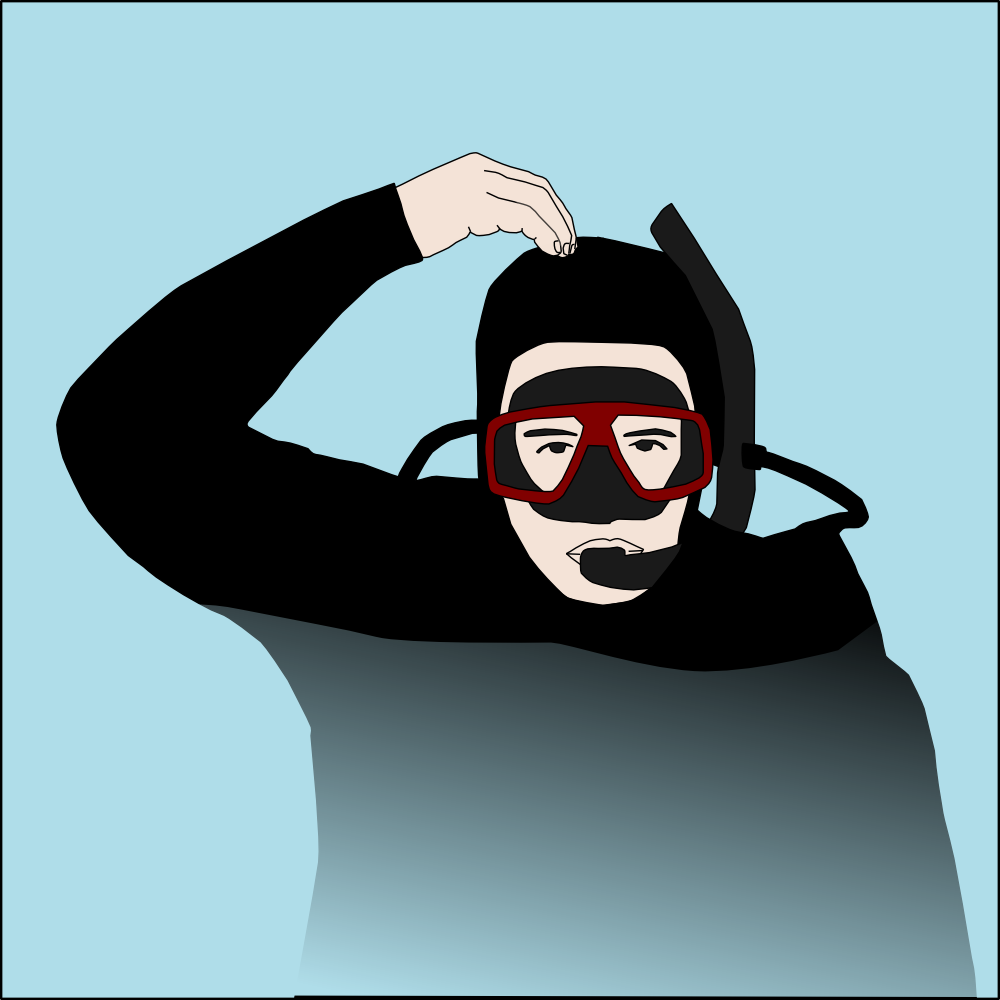
Ich bin OK! an der Oberfläche mit einer Hand, aus großer Distanz sichtbar.
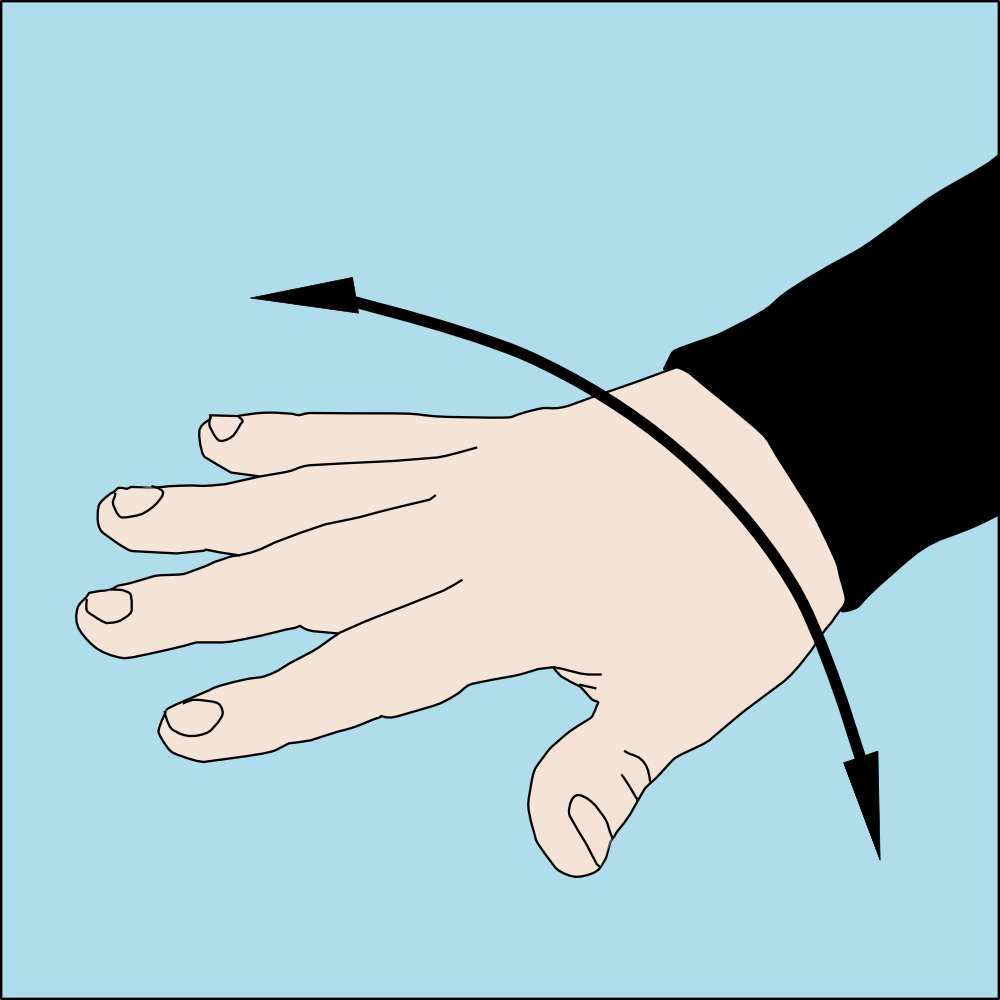
Irgendetwas stimmt nicht oder Ich habe ein Problem Ein Warnzeichen.
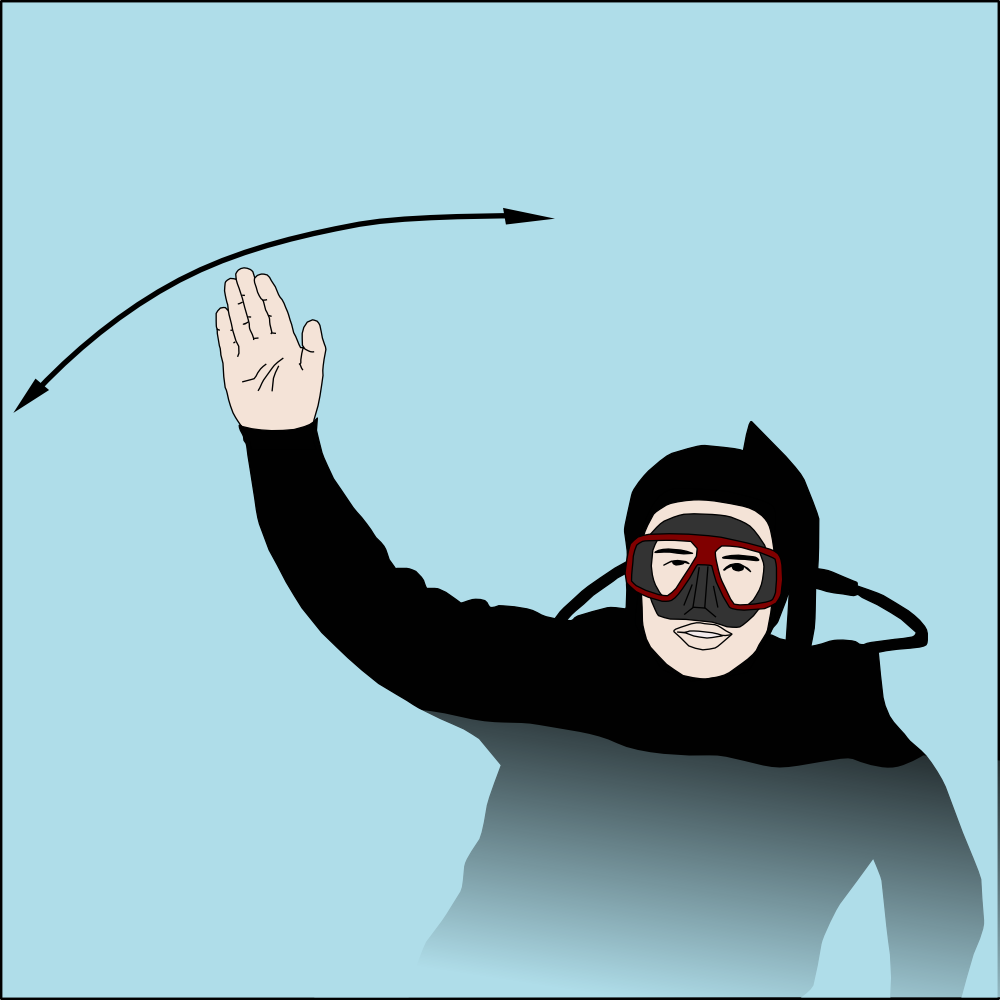
Ich brauche Hilfe! oder Ein Notfall! Ein Notfallzeichen, das niemals grundlos gebraucht werden sollte.
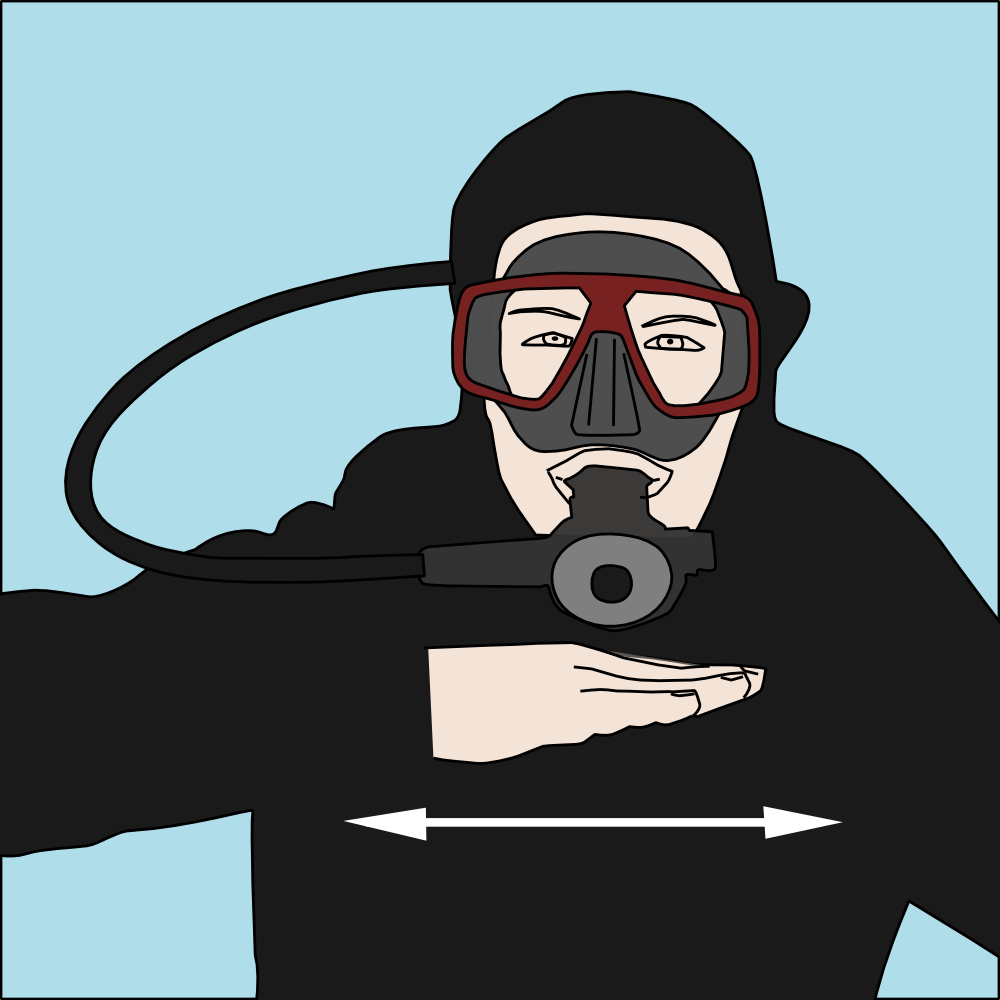
Ich habe keine Luft mehr! Ein Notfallzeichen, das niemals grundlos gebraucht werden sollte.
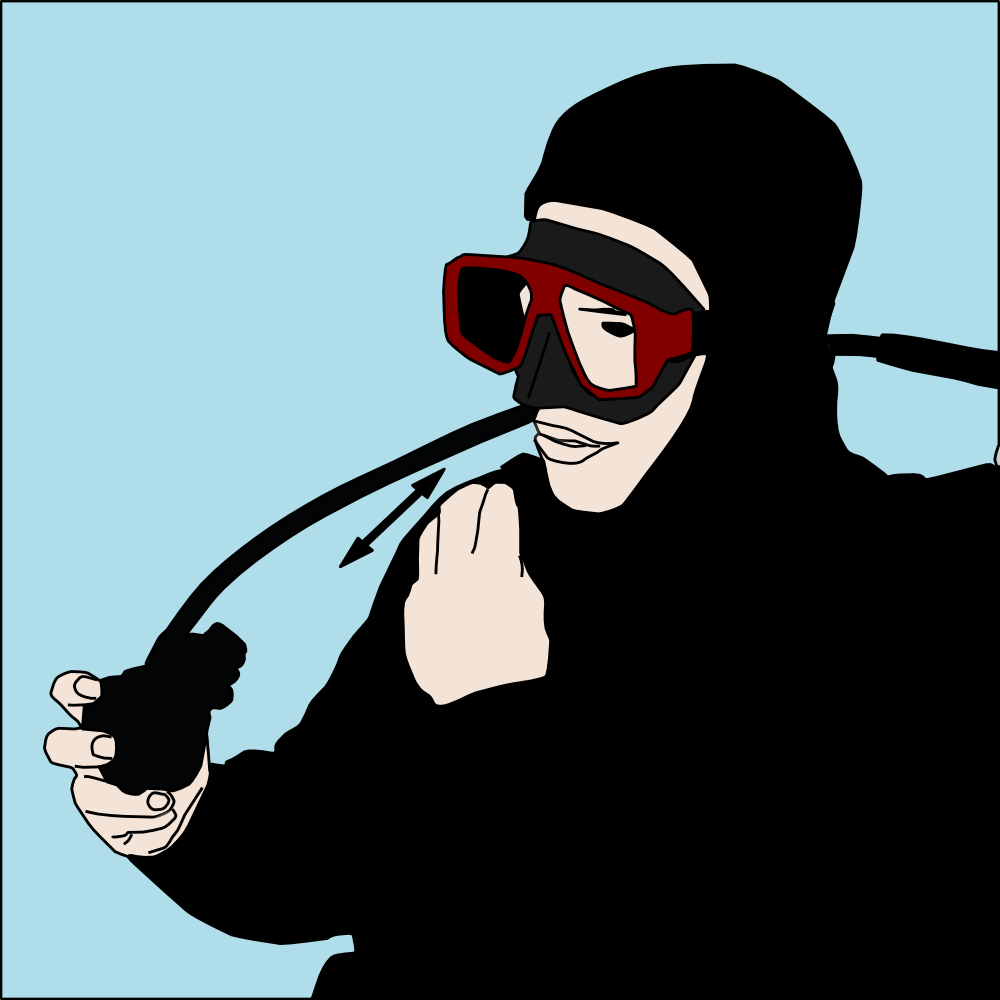
Gib mir jetzt Luft! Ein Notfallzeichen, das niemals grundlos gebraucht werden sollte.
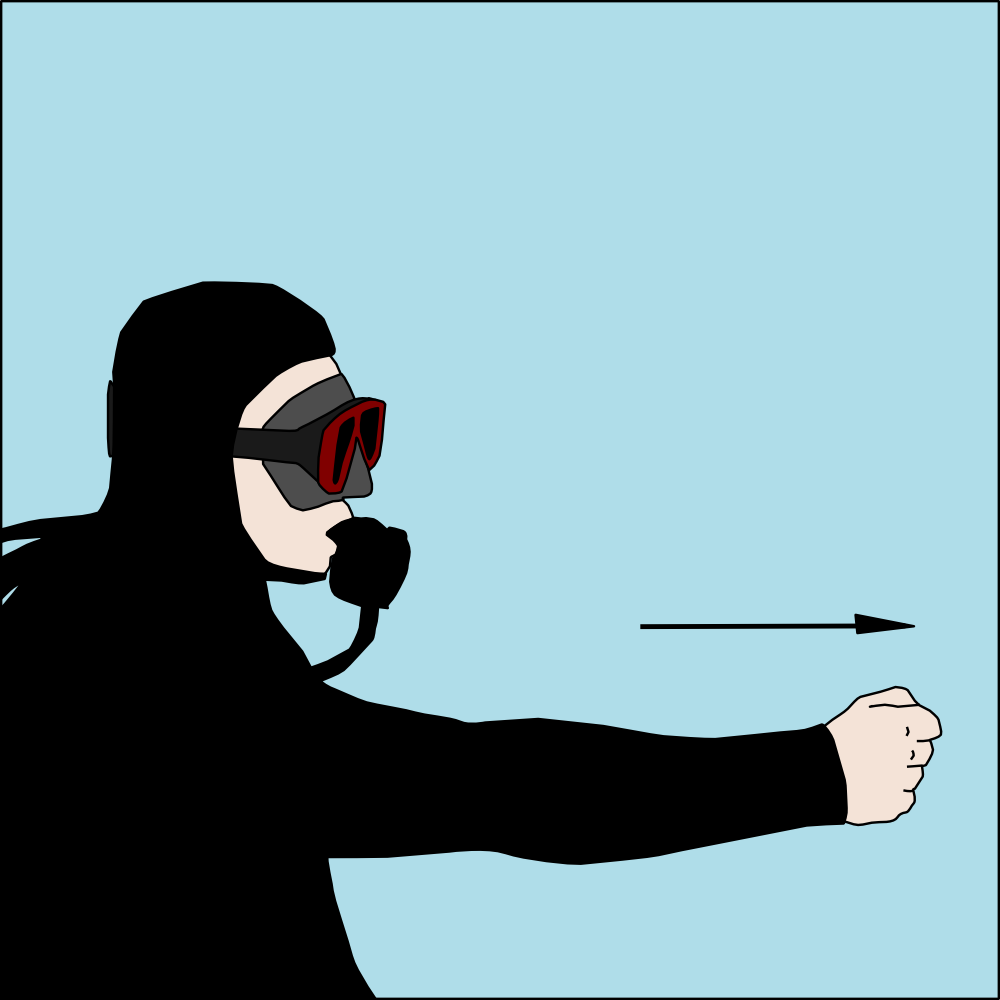
Gefahr in dieser Richtung. Ein Warnzeichen.
Schau dort!
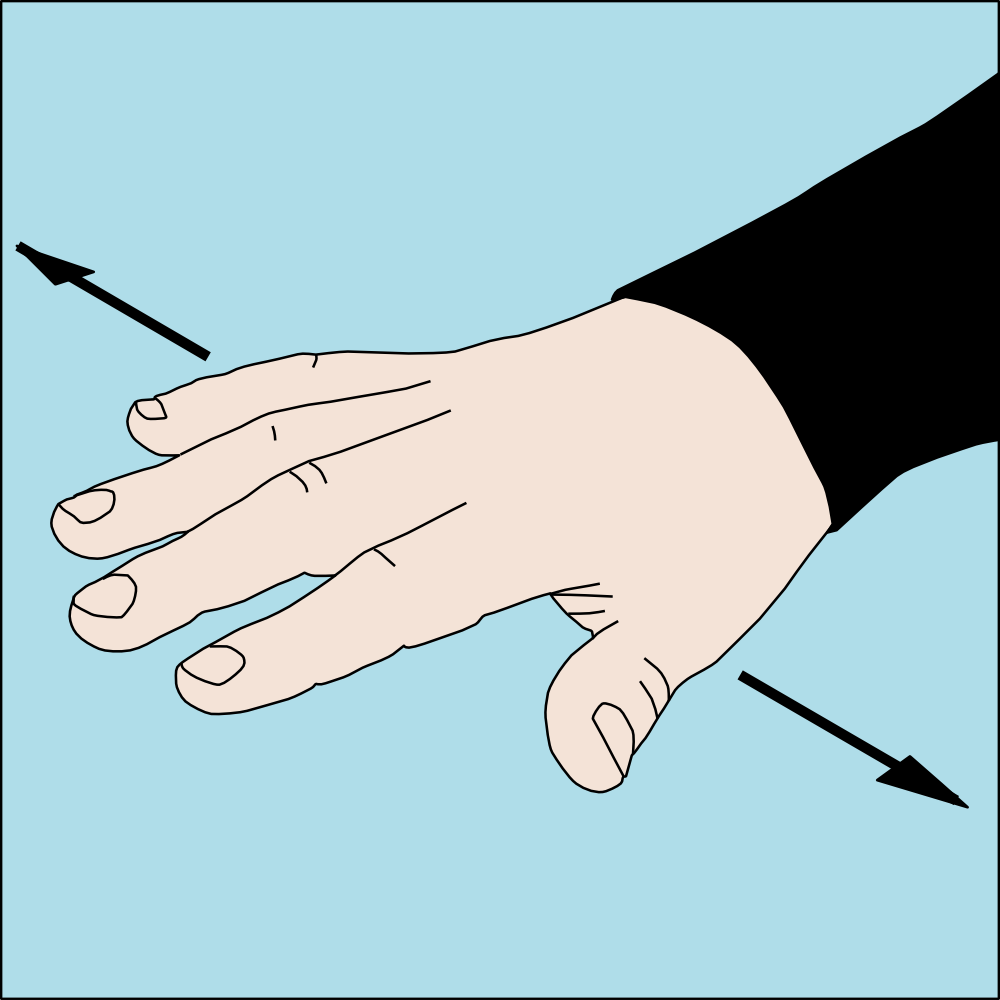
Tauchtiefe konstant halten!
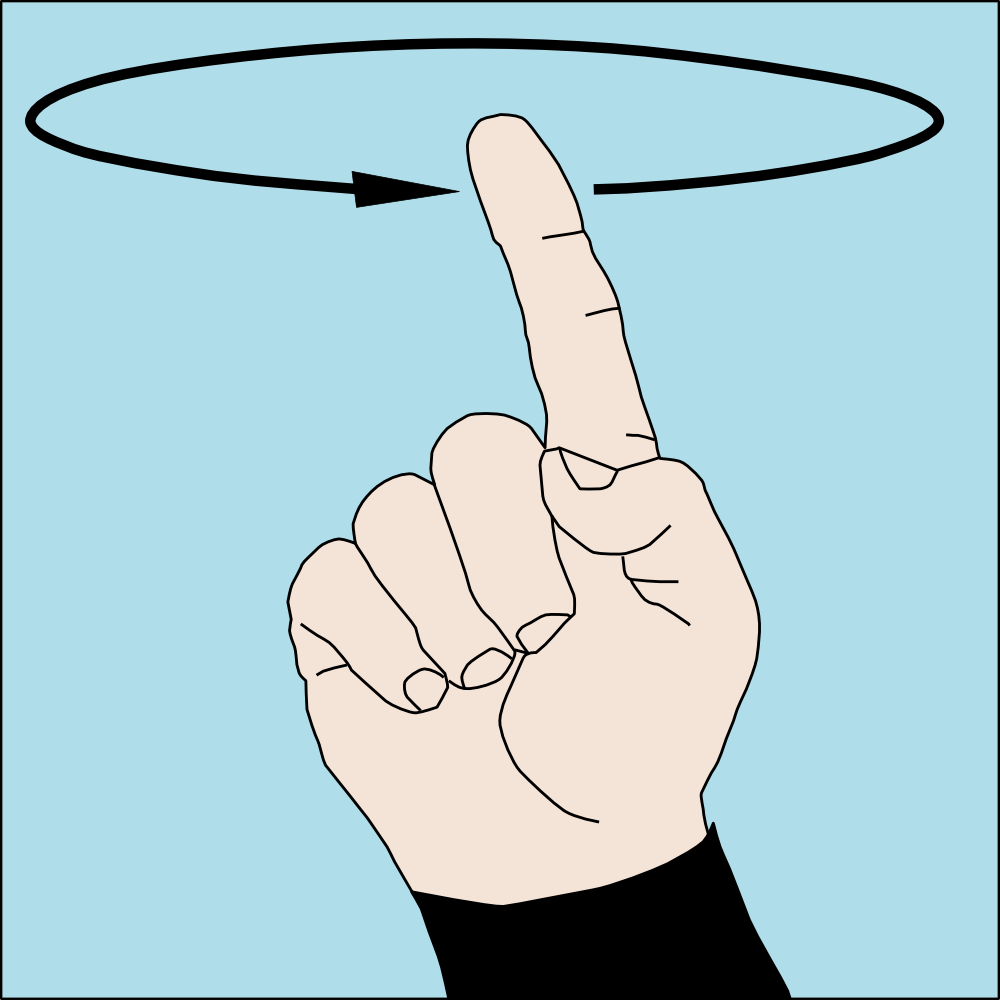
Umkehren!
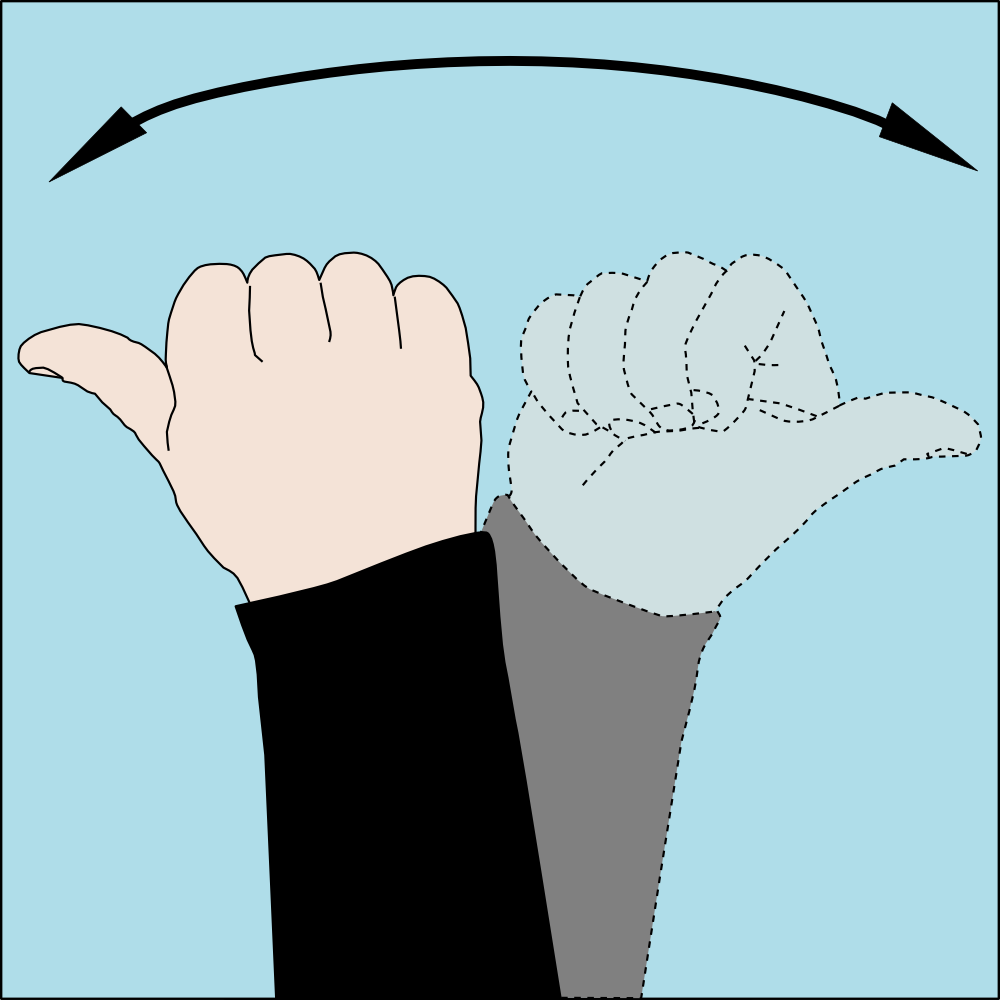
In welche Richtung?
Mir ist kalt.
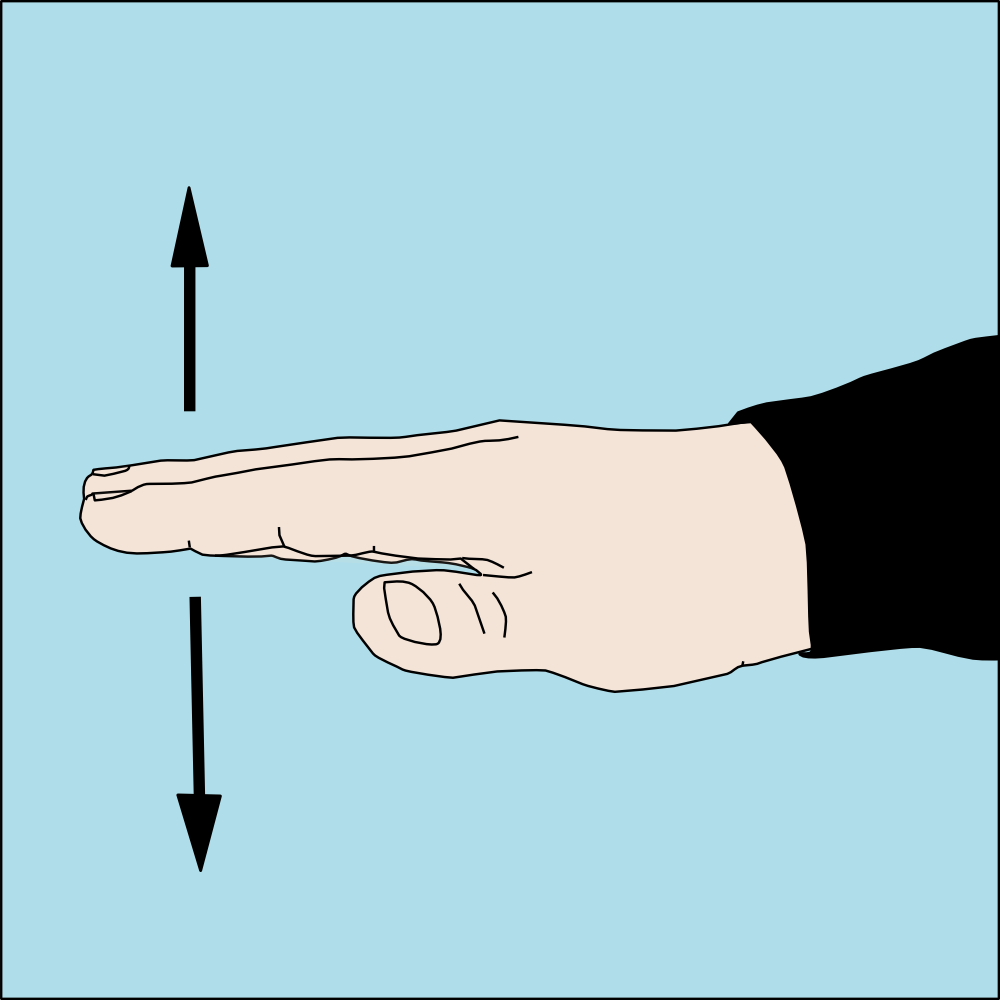
Entspanne dich! oder Mach langsam! oder  Beruhige dich!
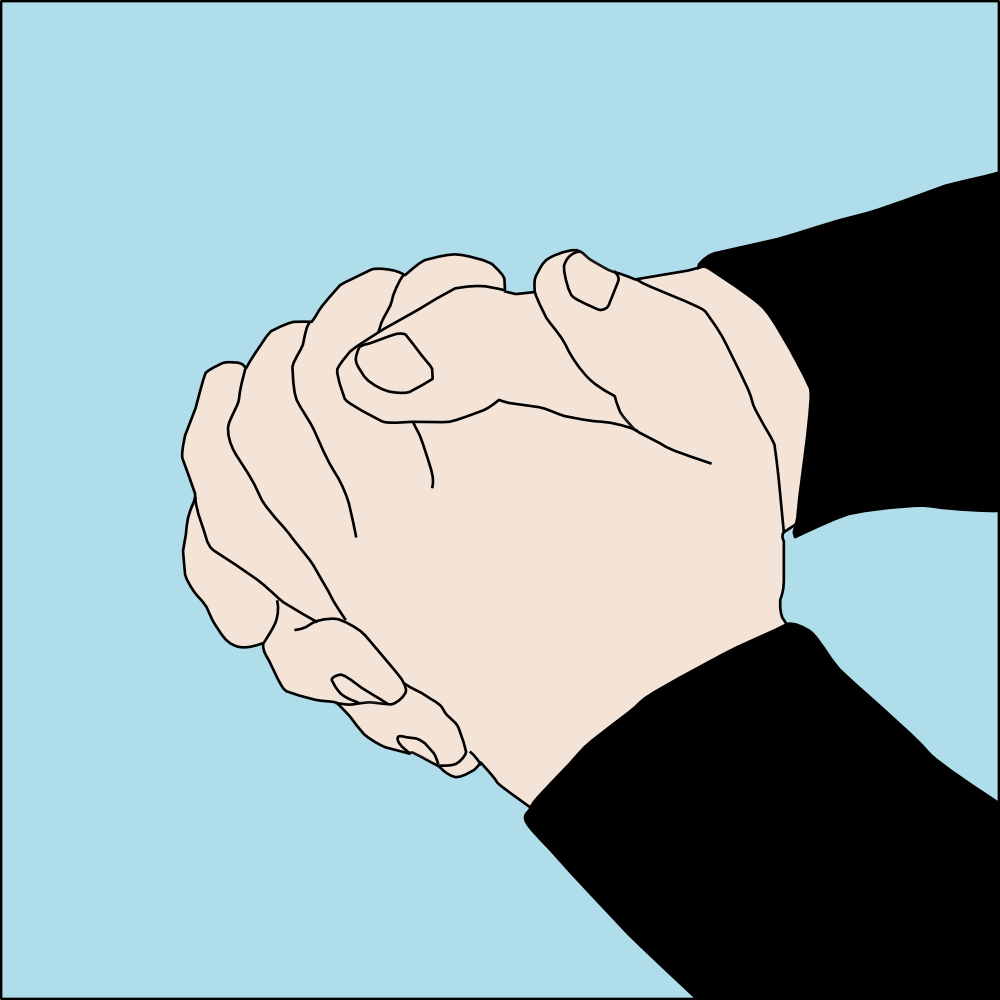
Einander die Hände halten.
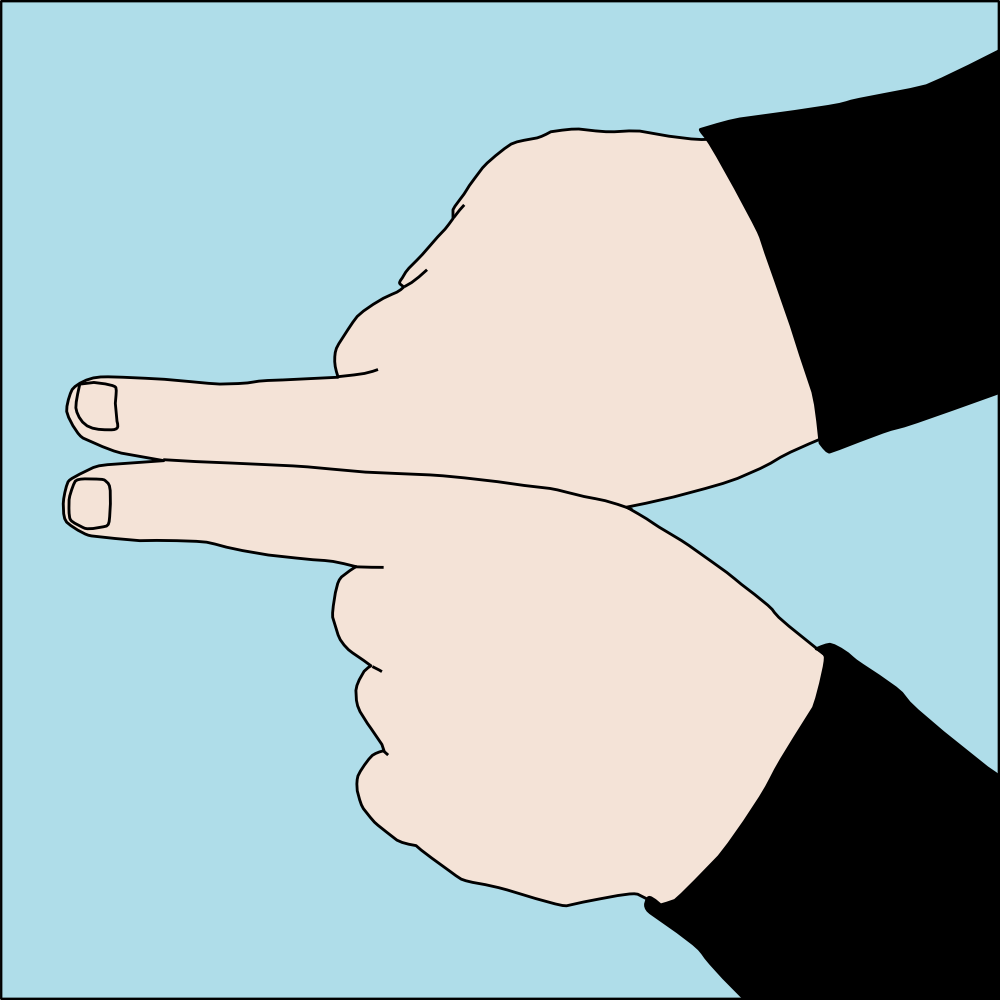
Gehe mit deinem Buddy!
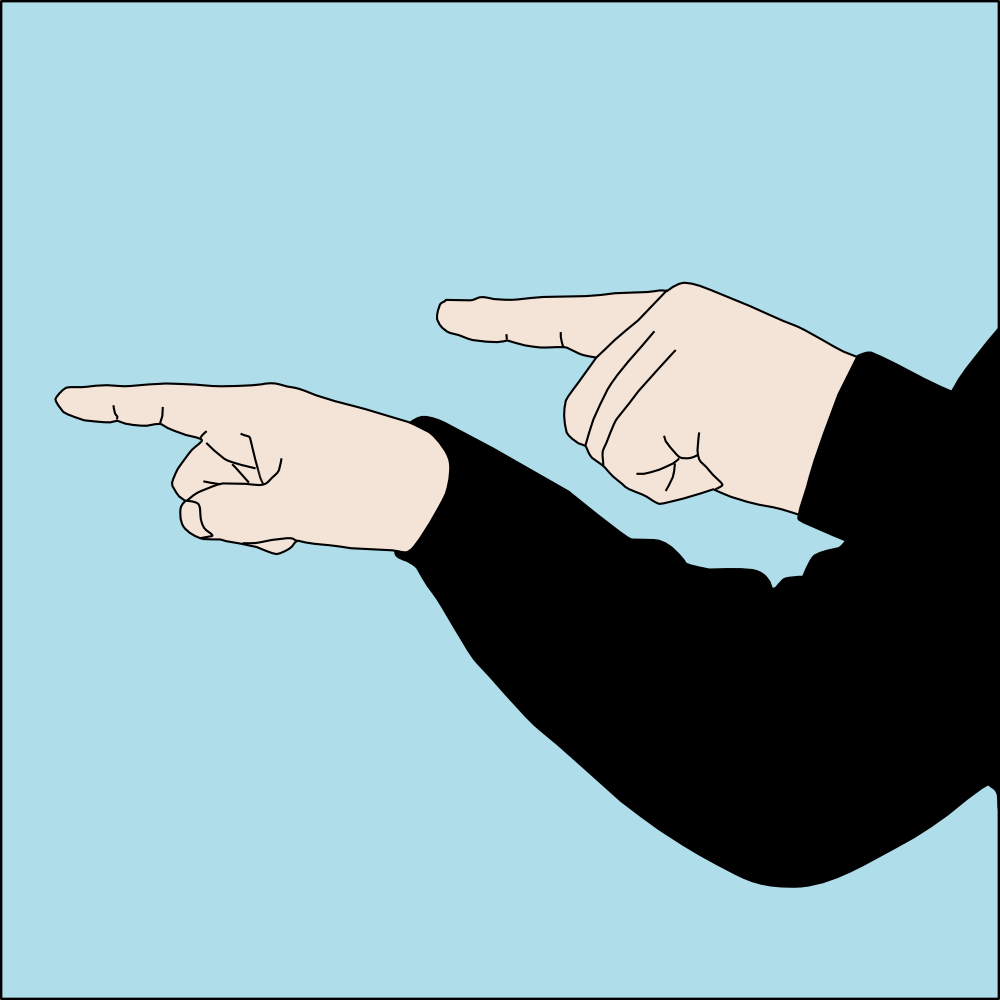
Du führst und du folgst ihm/ihr!
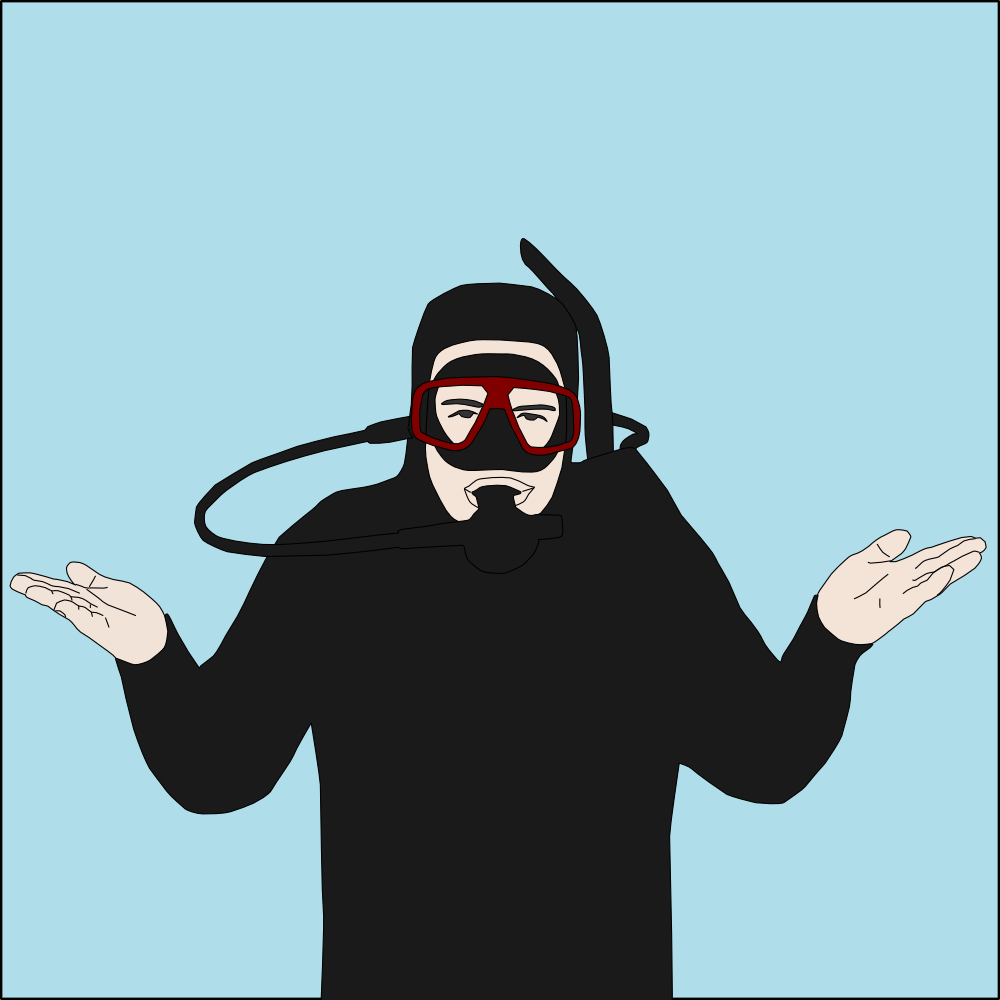
Ich weiß nicht.
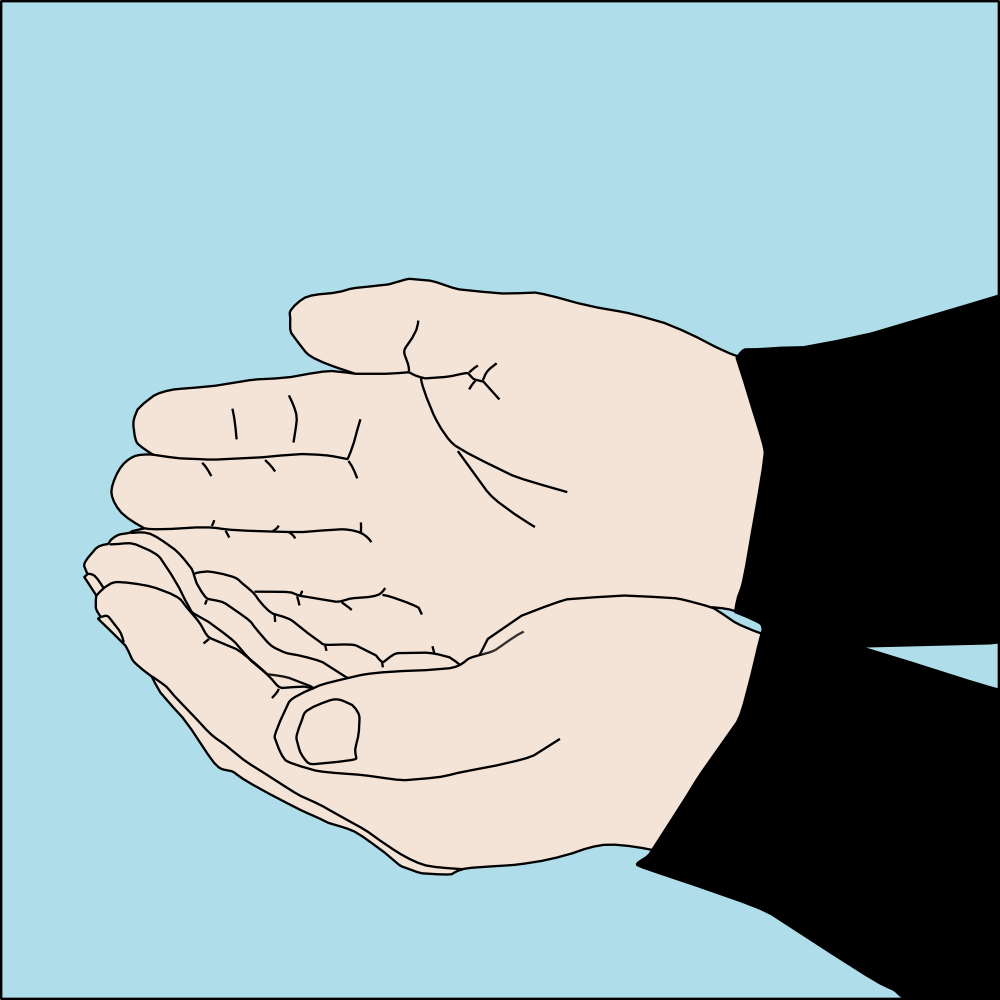
Boot, Schiff
Denk nach! oder Erinnere dich!
Kann den Druckausgleich im Ohr nicht herstellen.
Gefahr! Ein Warnzeichen.

Winken mit einer oder beiden Hände oder Armen bedeutet: Ich brauche Hilfe! oder Ein Notfall!  Deshalb sollten Taucher niemals zur Begrüßung winken. Ebenso wenig ist es sinnvoll, vom Land oder Boot aus einem Taucher zu winken. Besser benutzt man zur Begrüßung das Oberflächenzeichen für Ich bin OK!.

### Nicht normierte Tauchzeichen
Die folgenden Tauchzeichen sind nicht normiert und können deshalb variieren, je nach Tauchorganisation, Sprache und Weltregion. Darüber hinaus sind eine Vielzahl von ungenormten Zeichen gebräuchlich, die für bestimmte Unterwasser-Lebewesen stehen.

#### Tauchen
|  | Prüfe deinen Atemgasvorrat |
|  | Wiederhole                 |
|  | Frage                      |

#### Zahlen
Auf die Frage nach der noch zur Verfügung stehenden Luft wird wie folgt geantwortet:
|  | 10 bar oder 100 psi                                     |
|  | 20 bar oder 200 psi                                     |
|  | 50 bar oder 500 psi (Anfang der Reserve)                |
|  | 100 bar oder 1500 psi eigentlich Hälfte des Gasvorrates |
|  | 200 bar oder 3000 psi                                   |

Die Ziffern 1 bis 9 sind bei Tauchorganisationen nicht einheitlich. Dies stellt aber kein Problem dar, da Ziffern im Zusammenhang meist selbsterklärend sind. Diese Zeichen können je nach Region und Tauchorganisation variieren, weshalb man sich vor einem Tauchgang mit seinem Buddy absprechen sollte.

#### Lebewesen
Für eine Vielzahl verschiedener Unterwasser-Lebewesen werden Zeichen verwendet, die jedoch nicht genormt sind. Es ist deshalb empfehlenswert, sich vor dem Tauchgang bei ortskundigen Tauchern nach den gebräuchlichsten Zeichen – und damit auch nach den häufigsten sehenswerten Tieren – zu erkundigen und diese mit dem Tauchpartner abzustimmen.

## Lichtzeichen
Beim Nachttauchen können die Handzeichen schlecht oder gar nicht erkannt werden. Tauchzeichen werden dann mittels einer Taucherlampe gegeben. Das Zeichen wird in der Regel auf den Grund direkt vor dem Tauchpartner gezeichnet. Um den Tauchpartner nicht zu blenden, wird ihm nicht direkt in die Augen geleuchtet. Seine Aufmerksamkeit kann erregt werden, indem man seine Hand anleuchtet. Viele Taucher interpretieren bereits hektische Lampenbewegungen als Warnzeichen.

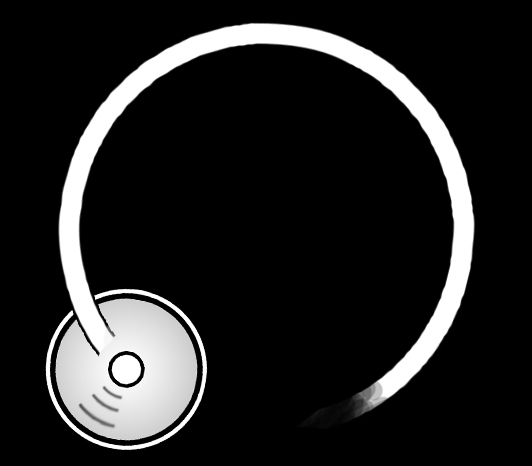
Alles OK? Bei mir alles OK.
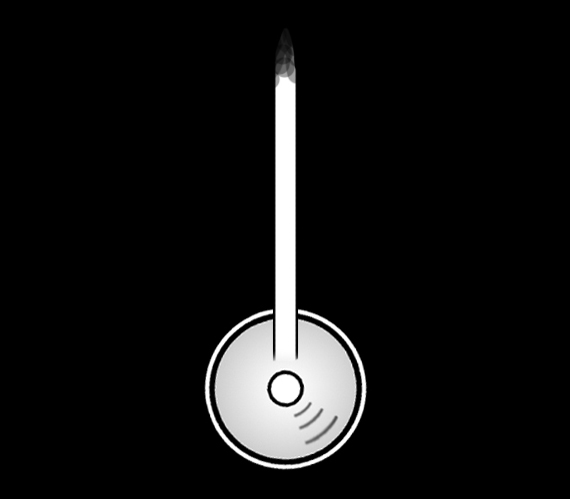
Achtung! oder Beachte mich! oder Schau hier!
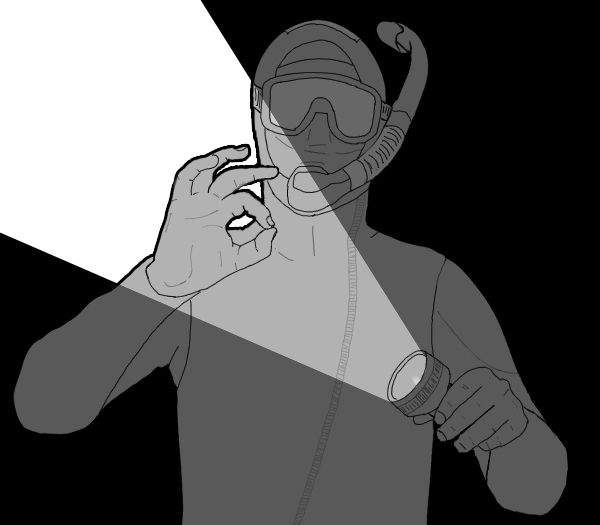
Alle anderen Tauchzeichen können durch das Anleuchten der eigenen Hand angezeigt werden.

## Leinenzeichen
Bei schlechter Sicht können beide Tauchpartner mit einer Leine verbunden sein; beim Eistauchen wird die Leine in der Regel bis an die Oberfläche geführt. Die Signale werden dann mittels Ziehen am Seil übermittelt.
- Ein Zug: OK/OK?
- Zwei Züge: Stopp
- Drei Züge: Abtauchen
- Vier Züge: Auftauchen
- Ununterbrochenes Ziehen: Notfall! Auftauchen zur Oberfläche! oder Bringe mich zur Oberfläche!

## Weitere Kommunikationsmöglichkeiten
Weitere mögliche Kommunikationsmittel unter Wasser sind unter anderem:
Schreibtafel
Um komplexere Sachverhalte mitzuteilen, können entsprechende Nachrichten auf Schreibtafeln oder speziellen Notizblöcken (Wetnotes) geschrieben und dem Tauchpartner gezeigt werden. Diese Kommunikationsart ist jedoch zeitaufwendig und erfordert die Konzentration des Schreibenden, was potentiell Risiken birgt. Daher werden nach Möglichkeit festgelegte Tauchzeichen verwendet, die ggf. durch individuelle Gesten ergänzt werden.
Gebärdensprache, Fingeralphabet
Gebärdensprache kann häufig nur mit Einschränkungen verwendet werden, da die dazugehörige Mimik mit Tauchausrüstung nur sehr beschränkt möglich ist. Geeigneter ist das Fingeralphabet, insbesondere das internationale Einhand-Fingeralphabet.
Menschliche Stimme
Die Kommunikation mittels der menschlichen Stimme ist unter Wasser nur stark eingeschränkt möglich und als unzuverlässiges Kommunikationsmittel zu erachten.
Sonstige Geräusche
Es ist auch unter Wasser möglich, für Taucher hörbare Geräusche zu erzeugen. Dazu gehören Druckluft-Fanfaren, die z. B. mit dem Atemgas betrieben werden können. Ferner gibt es metallische Rasseln (Shaker). Solche Signalgeber können auch improvisiert werden, etwa indem man mit einem metallischen Gegenstand (z. B. Karabiner) gegen die Tauchflasche schlägt. Es sind auch Tankbanger genannte einfache Geräte erhältlich, mit denen unter Wasser ein typisches, gut hörbares Geräusch erzeugt werden kann. Dabei zieht ein zuvor gespannter Gummizug beim Loslassen eine Kunststoffkugel gegen die Tauchflasche und erzeugt ein Geräusch. Eine festgelegte Bedeutung haben diese Schallsignale nicht, werden jedoch meist dazu verwendet, um die Aufmerksamkeit zu erregen. Hierbei gilt es allerdings zu beachten, dass Geräusche unter Wasser nicht lokalisiert werden können.

## Okay-Handzeichen als rechtsextremes Zeichen

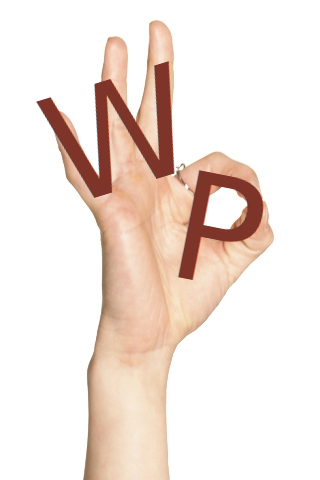
Angebliche Interpretation des OK-Zeichens als White-Power-Symbol

Seit 2017 wird das Okay-Zeichen teilweise von der rechtsextremen „White Pride“ und „White-Power“-Szene als Erkennungsgeste missbraucht bzw. als ihre verstanden. Seit 2019 wird es als Hasssymbol in der Datenbank der Anti-Defamation League gelistet. Gemäß ISO-Norm halten Taucher die drei äußeren drei Finger zusammen, (Vergleiche dazu die Abbildung weiter oben.) während beim rechtsextremen Missbrauch dieses Tauchzeichens die Finger bewusst abgespreizt werden um ein „W“ zu symbolisieren.